# Новый ум короля
«Новый ум короля. О компьютерах, мышлении и законах физики» (англ. The Emperor’s New Mind: Concerning Computers, Minds and The Laws of Physics) — научно-популярная книга британского физика Роджера Пенроуза, вышедшая в 1989 году.
Название книги отсылает к сказке Х. К. Андерсена «Новое платье короля», главный герой которой — король, предпочитающий не замечать обман, чтобы не уронить своё достоинство. В своей книге Пенроуз утверждает, что человеческое сознание не является алгоритмическим, и в силу этого не может быть смоделировано с помощью обычного компьютера типа машины Тьюринга. По мнению Пенроуза, для понимания природы человеческого сознания важную роль должен сыграть аппарат квантовой механики, в частности, редукция фон Неймана. Пенроуз считает, что необходимо разработать новую теорию, которая будет включать в себя «объективную редукцию волновых функций».
Большая часть книги посвящена рассмотрению ньютоновской физики, специальной и общей теории относительности, философии и математических ограничений, квантовой физики, космологии и природы времени. Пенроуз описывает эти области в качестве косвенных иллюстраций основного тезиса о неалгоритмичности человеческого сознания, и лишь в заключительной части книги обращается к этому тезису непосредственно.
Пенроуз отмечает, что его идеи о природе сознания являются спекулятивными, и его тезисы вызывают критику со стороны экспертов в области философии, компьютерных наук и робототехники.
После выхода книги в свет Пенроуз начал сотрудничать с профессором Центра изучения сознания Аризонского университета Стюартом Хамероффом. Их работы в сфере квантовых вычислений на биологической основе с использованием нанотрубок легли в основу следующей книги Пенроуза — «Тени разума».
В 1990 году книга Пенроуза была удостоена премии Королевского общества за научную книгу.
На русском языке книга была издана в 2003 году.